# Андрушівка
Андруші́вка (МФА: [ɐndrʊˈʃiu̯kɐ] ( прослухати); стара назва — Андрусівка) — місто в Україні, адміністративний центр Андрушівської міської територіальної громади Бердичівського району Житомирської області. За переписом 2001 року в Андрушівці мешкало 12,9 тисяч осіб. Розташоване у південно-східній частині області, на берегах річки Гуйви, за 47 км від обласного центра міста Житомира.

## Назва
Етимологія топоніму Андрушівка є напівпереказовою. За розповідями давніх старожилів село раніше розташовувалось в іншому місці (поблизу теперішнього місцерозташування), в урочищі Кучогори, де були залишки давнього поселення. Пізніше на місці цих руїн розташовувалось церковне поле. Тут же був будинок і подвір'я господаря, який, за переказами, називався Кучогорським або Кучогором. Один із синів Кучогорського по імені Андрій, або як його називали ласкаво Андрусь, переніс село на теперішнє місце і назвав його на честь себе — Андрусовка. Подеколи са́ме польськими впливами у добу, коли селом володіли шляхтичі, пояснюється зміна у назві села «с» на «ш», тобто на Андрушівку.

## Історія
Територія сучасної Андрушівки була заселена вже в 1-му тисячолітті до нашої ери. Неподалік міста були знайдені знаряддя праці доби бронзи, виявлено залишки ранньослов'янського населення черняхівської культури.

### Від першої згадки до початку ХХ століття
В історичних джерелах Андрушівка під назвою Андрусовки вперше згадується в 1683 році в переліку так званих «пустих сіл». Андрушівка тоді була приписана до Котельні.
Починаючи з XVII століття село стало власністю польських магнатів Бержинських, які експлуатували місцеве населення — андрусівські селяни повинні були працювати на пана три дні на тиждень, сплачувати грошовий та натуральний оброк. Бержинські також звели на березі ставка палац, заклали парк.
У 1793 році після Другого поділу Речі Посполитої Андрусівка у складі Правобережної України відійшла до Російської імперії.
Андрушівка поступово зростала. Так, згідно з даними 1798 року, тут уже налічувалось 123 двори з населенням 1 046 чоловік; працювали винокурня з двома котлами, три водяні млини і один на кінній тязі.
З середини XIX століття в Андрушівці поряд із хліборобством розвивалось кустарне виробництво, — зокрема, діяли шкіряний завод, винокурня (пізніше спиртовий завод), раз на два тижні проводились ярмарки.
Ґрунтово-кліматичні умови, сприятливі для вирощування цукрових буряків і попит на цукор, наявність великих запасів лісів та робочих рук дали поштовх швидкому розвиткові цукрової промисловості. Спочатку виникла невеличка соковарня на лівому березі Гуйви, на так званій Яцюковій землі. Працював тут, в основному, покріпачений люд, батраки з навколишніх сіл. Буряки терли на спеціальних тертках вручну, для вичавлювання соку використовували примітивні пристрої, які приводились в рух кіньми та волами. Робота соковарні сприяла появі нової категорії трудящих — робітників. Роботи велись сезонно, по найму, переселення селян з навколишніх сіл йшло невпинно та особливого руху набуло після відміни кріпацтва в 1861 році. Економічне і соціальне піднесення Андрушівки цього часу пов'язане з тим, що тут у 1848 році було збудовано перший на Житомирщині цукровий завод.
У 1859 році Андрушівку було віднесено до розряду містечок.
Цукрозаводчики Терещенки звернули увагу на Андрушівку досить скоро, і в 1869 році і завод, і графський маєток дістався їм. Парк було розширено за Артемія Терещенка, цегляний палац складної форми в часи М. І. Терещенка перебудовано у стилі французького неоренесансу.
У 1883–1914 роках здійснювалась перебудова та модернізація місцевого заводу — він, розташований на околиці Андрушівки, функціонує дотепер.
У 1871 році на кошти Артемія Терещенка в Андрушівці відкрито однокласне училище, а невдовзі — двокласне. У 1911 році в Андрушівці вже налічувалося 2 359 чоловік.

### Андрушівка в радянський період

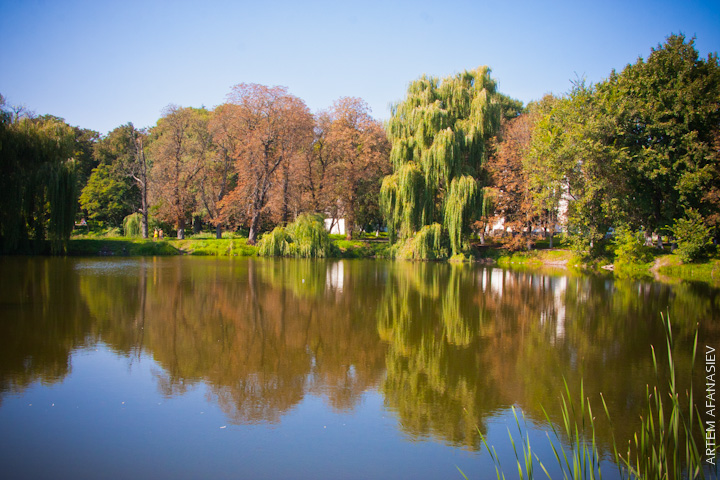
Парк, Андрушівка

Радянську окупацію в Андрушівці вперше встановлено в січні 1918 року.
25 січня 1919 року в Андрушівському палаці Терещенків був організований матросом-балтійцем М. Попелем перший Волиньревком, а в червні 1920 року тут же розмістився штаб Першої кінної армії. Загалом під час Визвольних змагань Андрушівка неодноразово переходила з однієї влади до іншої, радянську окупацію остаточно було встановлено 8 червня 1920 року. У серпні 1920 року підприємства в Андрушівці були націоналізовані.
1920 року Андрушівське двокласне училище перетворено на трудову семирічну школу.
Після адміністративно-територіальної реформи з березня 1923 року Андрушівка (до того містечко Андрушівської волості Житомирського повіту) стала районним центром Бердичівського округу Київської губернії, що позитивно позначилося на її економічному та культурному розвитку.
У 1927—1928 роках відбулась модернізація Андрушівського цукрового заводу, що дало можливість підвищити потужність підприємства.
З 1930 по 1932 роки — Андрушівка у складі Бердичівського району, з 1932 по 1937 роки — Київської області, а з 1937 року дотепер — Житомирської області. Від 1938 року Андрушівка — селище міського типу.
Після примусової колективізації 1929—1930 рр. населення Андрушівського району потерпало від голоду. Уже 10 березня 1931 року з Андрушівського району повідомляли: «У нас хліба немає, насіння забрали, нічого не дають…» Установлено імена 27 загиблих у с. Андрушівка під час Голодомору 1932—1933 р.р. За свідченнями очевидців Голодомору 1932—1933 рр., у Андрушівському районі загинуло 2500 чол., імена яких на сьогодні встановлено.
У 1941 році в Андрушівці проживало 5 243 жителі, було 1 127 дворів.

Обеліск на честь загиблих воїнів у Другій світовій війні

У період ІІ Світової війни Андрушівка перебувала під німецькою окупацією з 10 липня 1941 року по 27 грудня 1943 року. Гітлерівці закатували і розстріляли 460 мирних жителів, у тому числі 216 дітей та 25 стариків, вигнали на примусові роботи до Німеччини 84 особи. Під час тимчасової окупації в містечку діяла підпільна група Володимира Парфентійовича Мехеди та Олександра Герасимовича Сорокіна. На громадському кладовищі, що по вулиці Вобяна, розташована братська могила, у якій похований 21 комуніст, що був розстріляний нацистами в роки Німецько-радянської війни. Під час війни на цукровий завод було скинуто 21 авіабомбу, з них 16 розірвались. Андрушівку відбили радянські війська 27 грудня 1943 року.

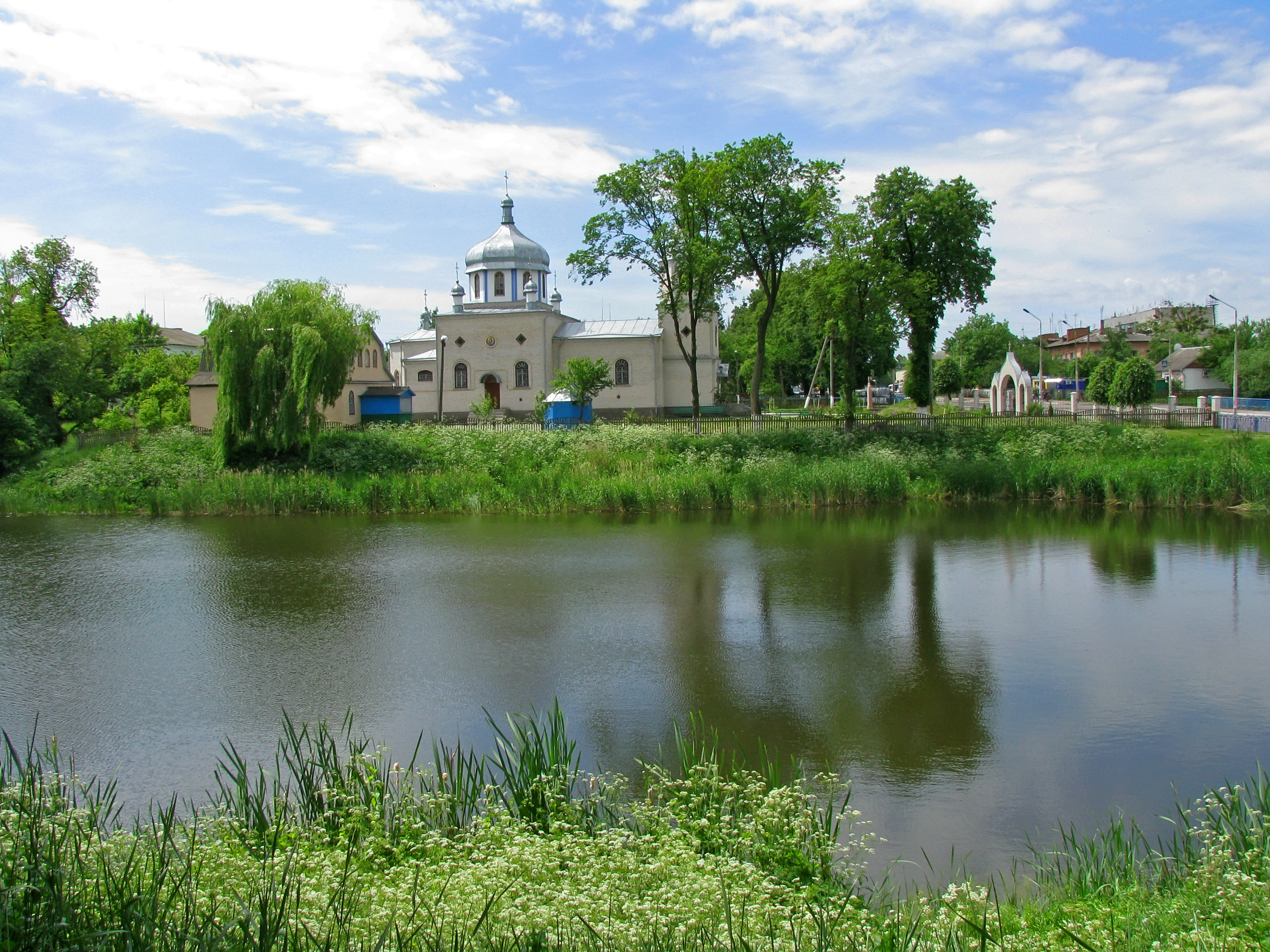
Андрушівка, парк-пам'ятка садово-паркового мистецтва

Із 9 січня до 29 лютого 1944 року в селищі розміщувався командний пункт штабу 1-го Українського фронту — тут, зокрема, перебував радянський полководець, генерал армії М. Ф. Ватутін. На честь загиблих в Андрушівці був споруджений обеліск Слави, установлений пам'ятник.
У повоєнний час в Андрушівці та районі були відбудовані зруйновані заводи, у першу чергу місцевий цукрозавод — запрацював 12 жовтня 1944; побудовані нові виробництва, оновлювались і зростали соціальна інфраструктура, житловий фонд.
Від 1975 року Андрушівка має статус міста. 6 січня 1975 року до меж міста включено с. Гардишівка.

### У незалежній Україні
У роки незалежності України (від 1991) серед населення Андрушівки і району, як і всієї країни, відбувається духовно-релігійне піднесення — у місті відновили свою діяльність храми, будуються дві культові споруди.
Від 2001 року у передмісті Андрушівки діє приватна Андрушівська астрономічна обсерваторія. У 2003 році обсерваторією було відкрито астероїд головного поясу астероїдів, який згодом було названо на честь міста — 133293 Андрушівка.
21 січня 2019 року громада УПЦ МП Різдва Пресвятої Богородиці вирішила приєднатись до Помісної Церкви України.

## Населення

### Чисельність населення
За даними перепису населення СРСР 1939 року кількість населення становила 6 369 осіб, з них українців — 5 212, росіян — 292, німців — 3, євреїв — 658, поляків — 161, інших — 43.
Динаміку змінюваності населення Андрушівки демонструє нижче наведена Таблиця:
| 1795       | 1798       | 1850       | 1864 | 1888       | 1899       | 1911       | 1941        | 1970   | 1979   | 1989   | 2001   | 2006        |
| ---------- | ---------- | ---------- | ---- | ---------- | ---------- | ---------- | ----------- | ------ | ------ | ------ | ------ | ----------- |
| 1058 (158) | 1046 (123) | 1367 (165) | 1417 | 2132 (266) | 2180 (445) | 2359 (452) | 5243 (1127) | 10 000 | 12 235 | 12 830 | 12 900 | 9700 (2985) |

### Національний склад
Розподіл населення за національністю за даними перепису 2001 року:
| Національність  | Відсоток |
| --------------- | -------- |
| українці        | 95,37%   |
| росіяни         | 2,79%    |
| поляки          | 0,93%    |
| білоруси        | 0,26%    |
| євреї           | 0,18%    |
| вірмени         | 0,14%    |
| молдовани       | 0,12%    |
| інші/не вказали | 0,21%    |

### Мова
Розподіл населення за рідною мовою за даними перепису 2001 року:
| Мова            | Кількість | Відсоток |
| --------------- | --------- | -------- |
| українська      | 9590      | 97.54%   |
| російська       | 203       | 2.07%    |
| білоруська      | 17        | 0.17%    |
| румунська       | 6         | 0.06%    |
| вірменська      | 5         | 0.05%    |
| польська        | 2         | 0.02%    |
| єврейська       | 2         | 0.02%    |
| інші/не вказали | 7         | 0.07%    |
| Усього          | 9832      | 100%     |

## Економіка
Андрушівка, як на райцентр такого розміру, має розвинуту промислову базу. Тут, зокрема, діють:
- Андрушівський цукровий завод (ТОВ «Андрушівкацукор») (розформований та покинений);
- ДП «Андрушівський спиртовий завод» (не працює);
- ТОВ «Андрушівський маслосирзавод»;
- ЗАТ «Фабрика „Восход“»;
- ПП Гринишин В. Є. (хлібзавод) і ПП Гринишин Є. Я. (м'ясопереробка (на даний момент теж не працює або частково працює), камінь);
- ТОВ «Андрушівський агробуд» (наразі розформоване та не існує);
- ВАТ «Андрушівське хлібоприймальне підприємство»;
- ВАТ «Автопідприємство 11838» (наразі розформоване та не існує).

У місті функціонують відділення Укрпошти та Нової пошти, декількох банків, залізнична станція (вантажна) (не функціонує); Mist Express; кафе бомонд, ресторація, клуб-кафе «Бізон», кафе «Сіван», супермаркет «Наш край».

## Освіта, ЗМІ і культура

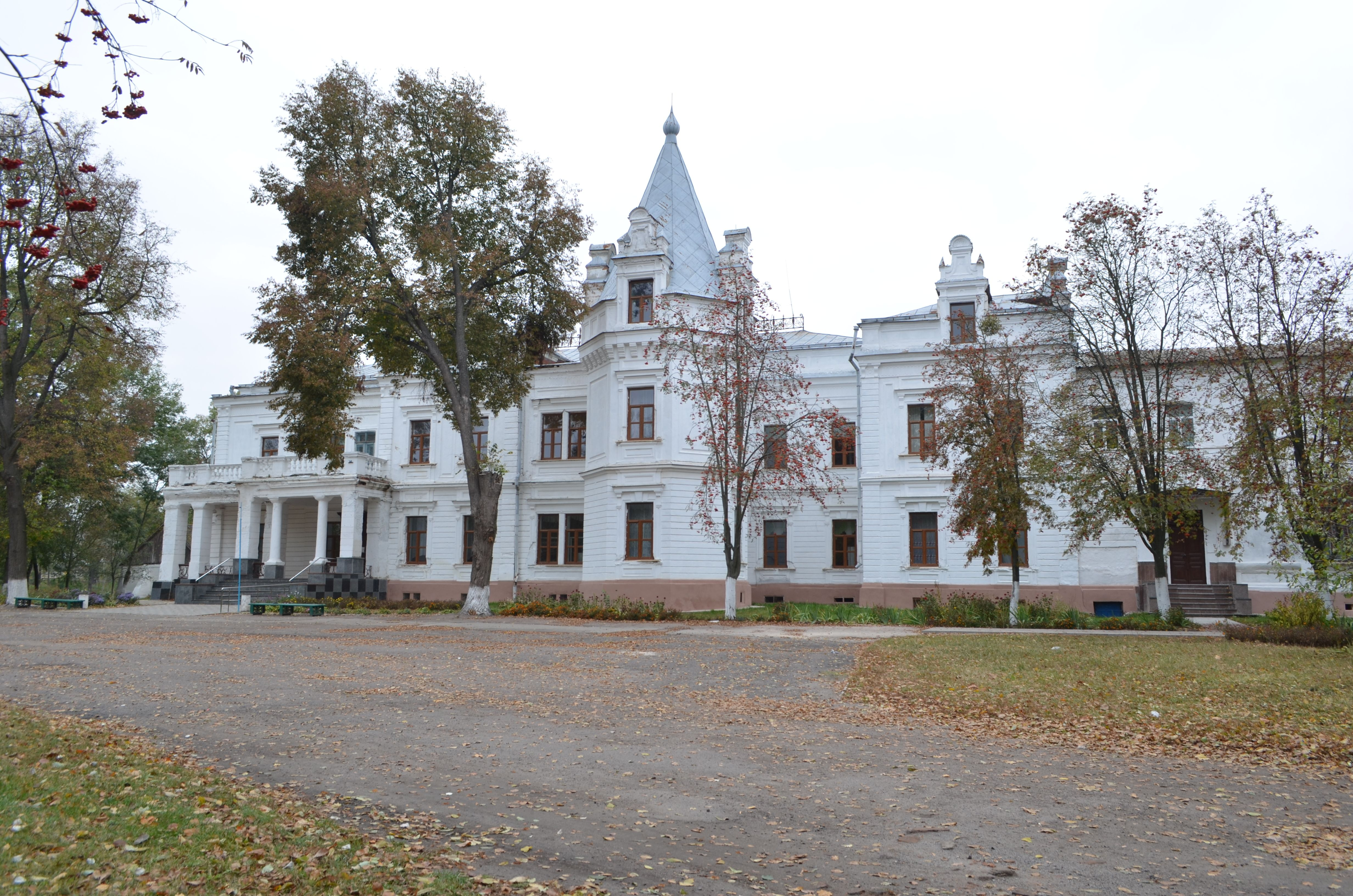
У палаці Терещенків діє Андрушівська ЗОШ № 1

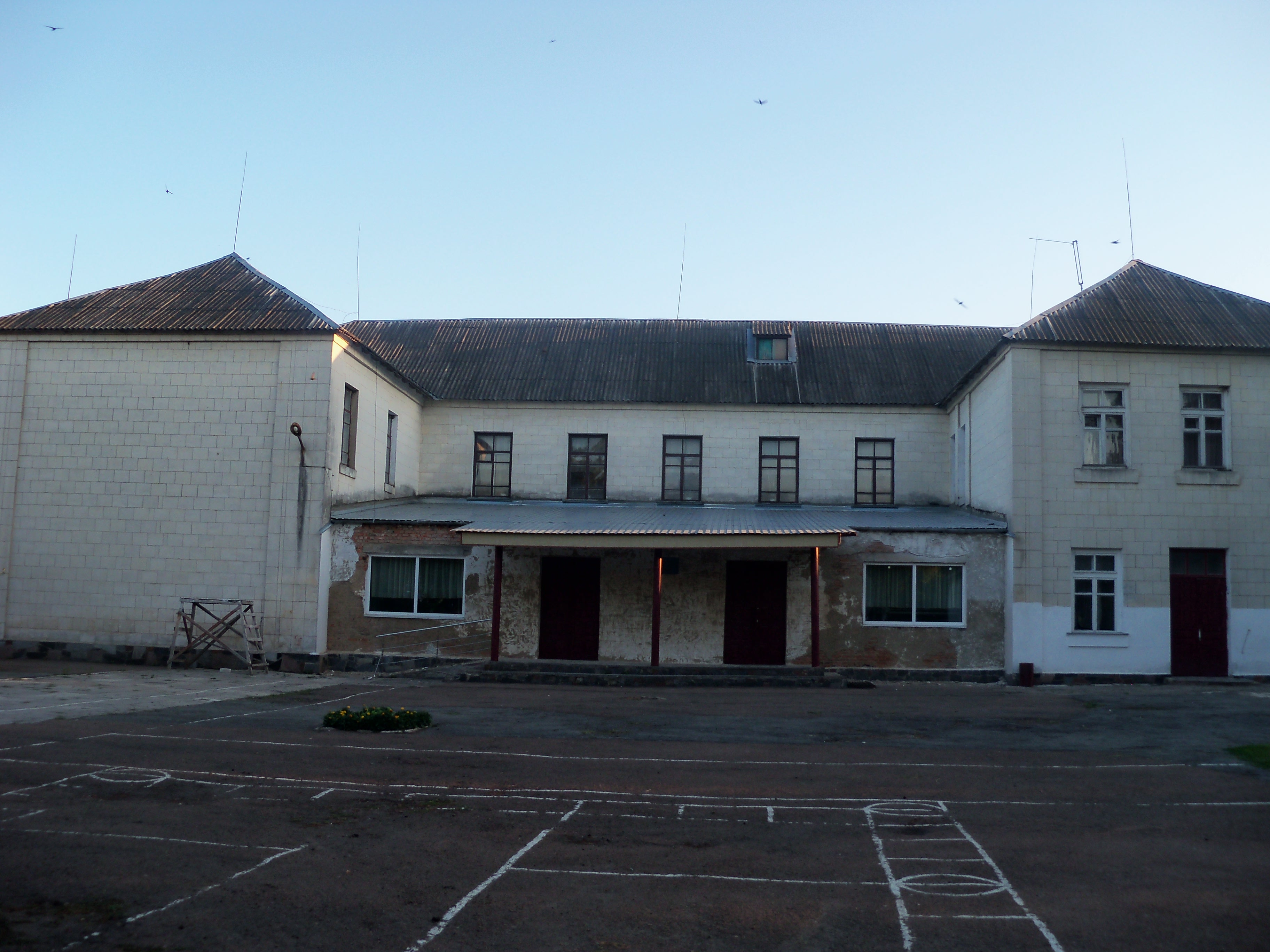
Головний корпус Андрушівської гімназії

Заклади середньої освіти в Андрушівці:
- Андрушівська гімназія[21];
- Андрушівська ЗОШ І-ІІІ ступенів № 1;

У місті та районі збережено ще радянську систему закладів позашкільної освіти. Так, у 2008 році діяли:
- Андрушівська станція юних техніків, при якій функціонувала 21 група гуртків науково-технічного напряму, у яких виховувалися 315 дітей;
- Андрушівський Міський центр дитячої творчості, де функціонує 36 груп гуртків художньо-естетичного, еколого-натуралістичного, науково-технічного напряму, у яких виховувались 473 дитини.
- також функціонували філії «Пошук» і «Дослідник» при Андрушівській СЮТ та Андрушівській гімназії Житомирського територіального відділення МАН України.

Єдиним вишем Андрушівки є Андрушівський професійний ліцей.
У місті видається газета безкоштовних оголошень «Андрушівка на долонях», працює ДКП редакція радіомовлення «Світанок».
Для задоволення духовних та культурних потреб населення Андрушівки діють 2 клубні та 2 бібліотечні установи, у тому числі Андрушівський районний будинок культури, також працює Андрушівська школа мистецтв.
Почесні звання «народний», («зразковий») носять 5 колективів районного будинку культури:
- народний ансамбль пісні і танцю «Криниченька» (диригент В. А. Гонзецький, хормейстер Н. О. Постернак, балетмейстер С. В. Барановська);
- ансамбль троїстих музик «Веселі музики» (керівник В. А. Гонзецький);
- фольклорний колектив «Молодички» (керівник В. Ф. Рожко);
- аматорський духовий оркестр (керівник Е. Ф. Шпакович);
- гурт «Джерело» (керівник Ю. А. Палій).

## Пам'ятки і туристичні об'єкти

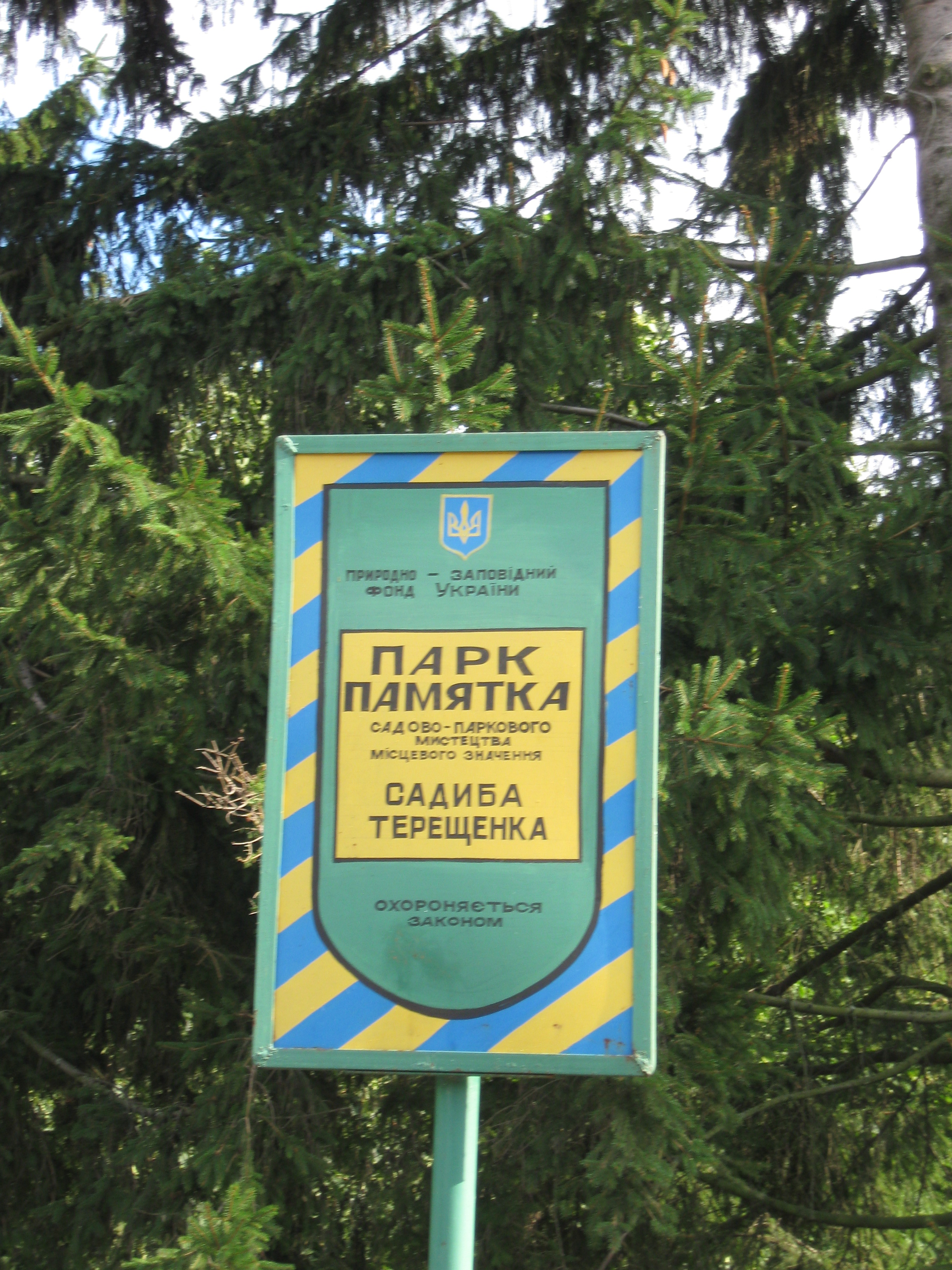
Інфостенд у Андрушівському парку

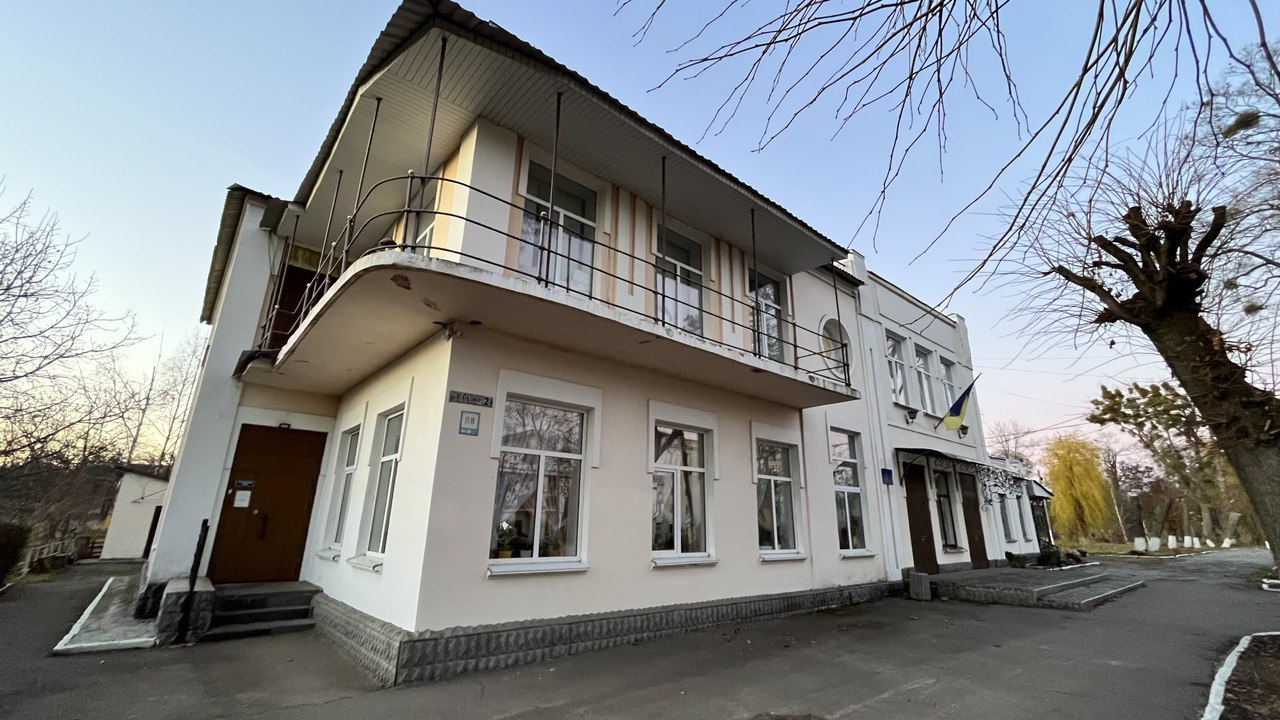
Будинок культури в стилі конструктивізм з радянськими вітражами
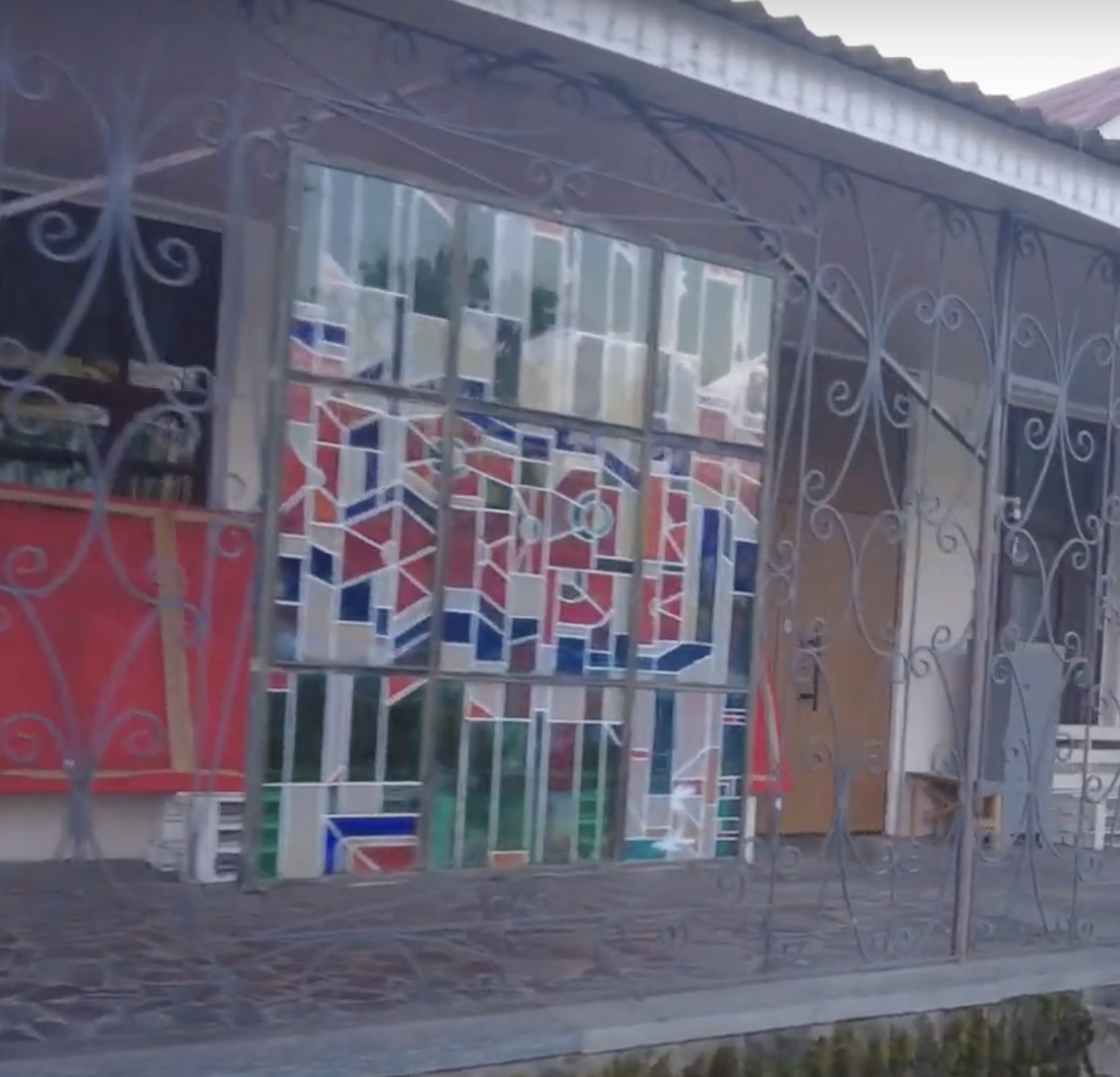
Вітражі на будинку культури
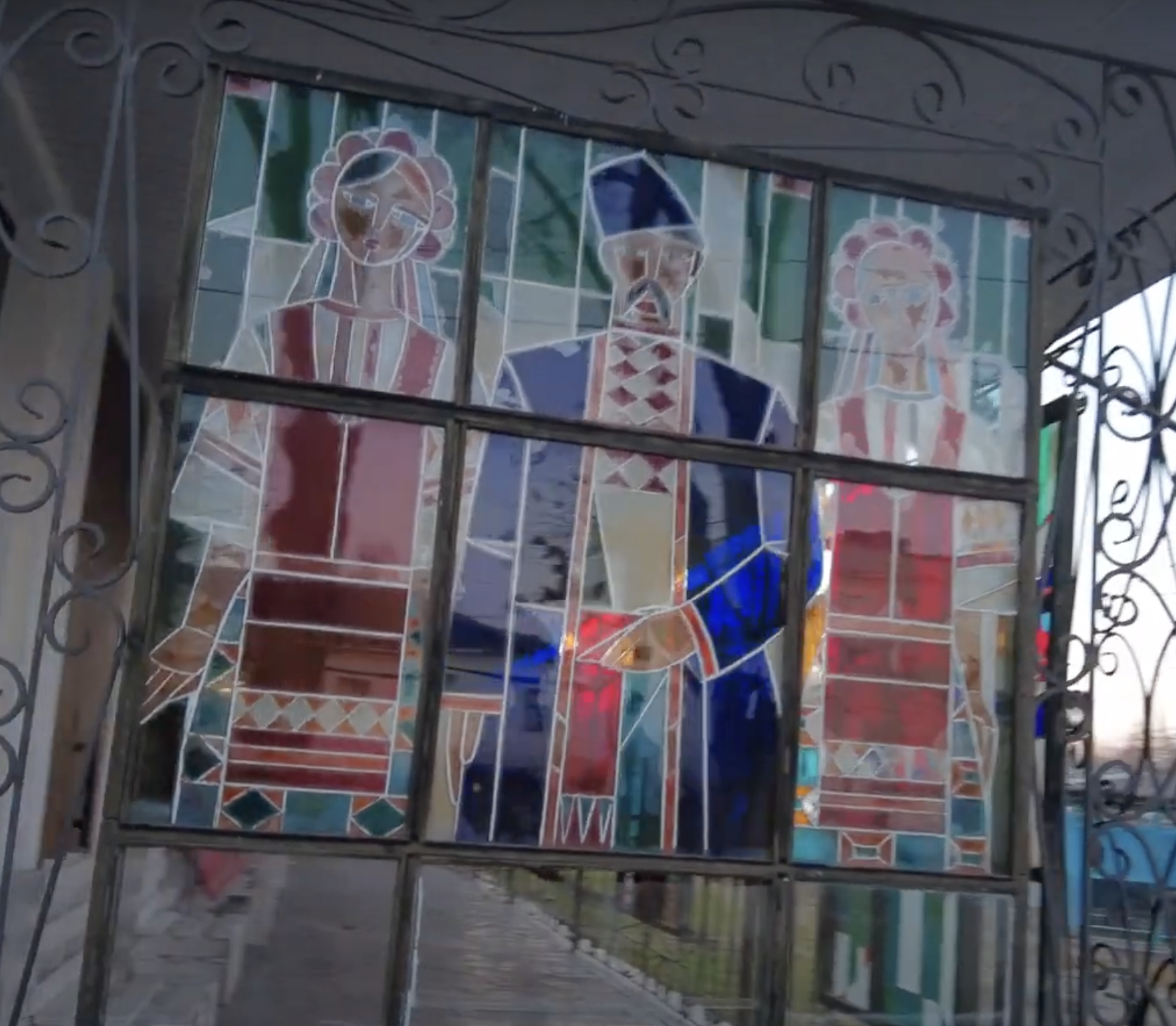
Вітражі на будинку культури
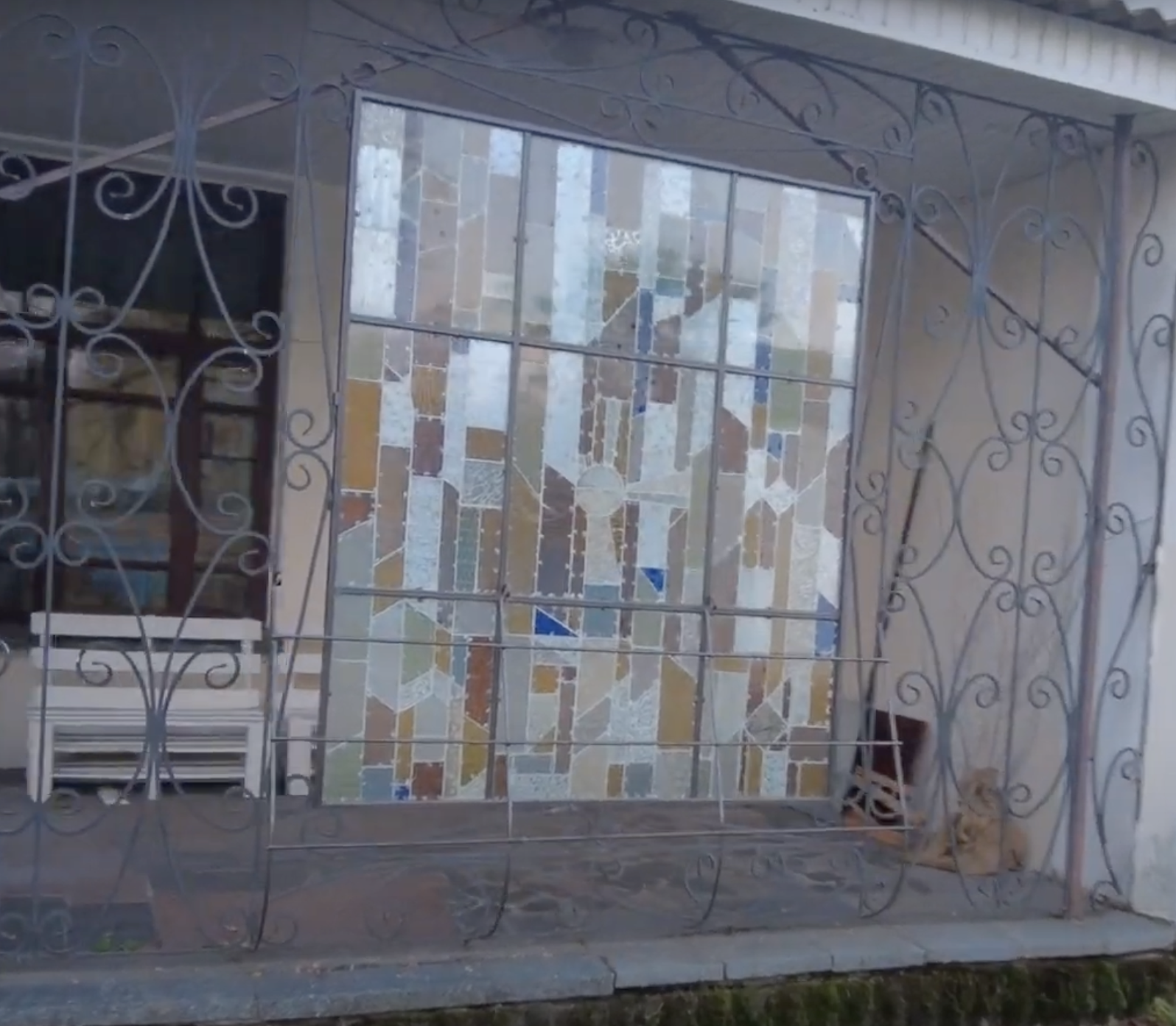
Вітражі на будинку культури

Найвизначнішою історико-архітектурною пам'яткою Андрушівки є садиба-палац поміщиків Бержинських (потому цукрозаводчиків Терещенків, а тепер приміщення Андрушівської школи I—III ступенів № 1), збудований у стилі французького неоренесансу в середині XIX століття.
Увагу андрушівців і туристів незмінно привертає оточуючий садибу парк — гарне місце для відпочинку і «спілкування з природою».
За часів Терещенків у місті був збудований театр. У 1927 році театр згорів, а в 1929 його відновили надавши рис конструктивізму та стримлайну. У 1960 роках йому додали зовнішню галерею з вітражів, виготовлених на Житомирському заводі «Колорит».
Новітнім об'єктом зацікавлення може служити розташована на околиці міста Андрушівська астрономічна обсерваторія, перша і єдина в Україні сертифікована приватна обсерваторія.
Певний історичний інтерес являють також залишки кіркуту — єврейського цвинтаря (див. нижче).
Неподалік від міста розташовані заказники: Андрушівський ліс-1 та Андрушівський ліс-2.

## Єврейська громада
Євреї вперше з'явилися в Андрушівці в 1784 році, коли ці землі відійшли до Росії. Станом на 1926 рік єврейська громада складалася з 655 осіб.
У теперішній час від відносно великої андрушівської єврейської громади, що проживала тут колись, лишився тільки цвинтар. Так зване Окописько, що збереглося, було засновано в XIX столітті, і насправді не на пагорбі. Після проведення в Андрушівку залізниці (1939) єврейський цвинтар став значно менший за розмірами. На тепер збереглося близько 100 поховань, з них 21-е датуються 1920 роком, що наводить думку про погром[джерело?]. Остання хасидська могила тут датована 1994 роком.

## Відомі люди

### Уродженці
- Слободян Микола (1935—2022) — кінознавець, Заслужений діяч мистецтв України, кандидат мистецтвознавства, доцент, директор Інституту екранних мистецтв (2005—2010) і професор кафедри кінознавства Київського національного університету театру, кіно і телебачення імені Івана Карпенка-Карого.[28][29]
- Підгорний Анатолій (1932—1996) — доктор технічних наук, дійсний член (академік) НАН України;
- Кулик Світлана (*1960) — український режисер монтажу.
- Морозова-Курек Людмила (1887—1952) — поетеса (відома під псевдонімом Людмила Волошка, інший псевдонім — Л. Козачка), сестра Морозової Вероніки;
- Морозова Вероніка (1890—1966) — поетеса (відома під псевдонімом Вероніка Морозівна) і перекладачка, сестра Морозової-Курек Л. Я.;
- Замлинський Володимир (1930—1993) — доктор історичних наук;
- Заєць Олексій Євгенович (1981—2014) — майор Збройних Сил України, учасник російсько-української війни.
- Вахнюк Олександр Миколайович (1981—2014) — старшина Збройних Сил України, учасник російсько-української війни.

### Мешкають
- Олександр Горобець — Заслужений журналіст України, член Національної спілки письменників України, головний редактор газети «Правда України» (1991—1999 р.), політолог телеканалу 112.ua. Тут він написав книги «Босоніж по битому шклу», «Родинна колиска — Джурин», «Заручник спокуси, або Записки гламурного коханця», удостоєний Міжнародної премії в галузі і літератури імені Уласа Самчука (2016 р.) твір «Свічка на вітрі», літературно-дослідницьку єсей «Постаті з вирію»[30].

## Галерея

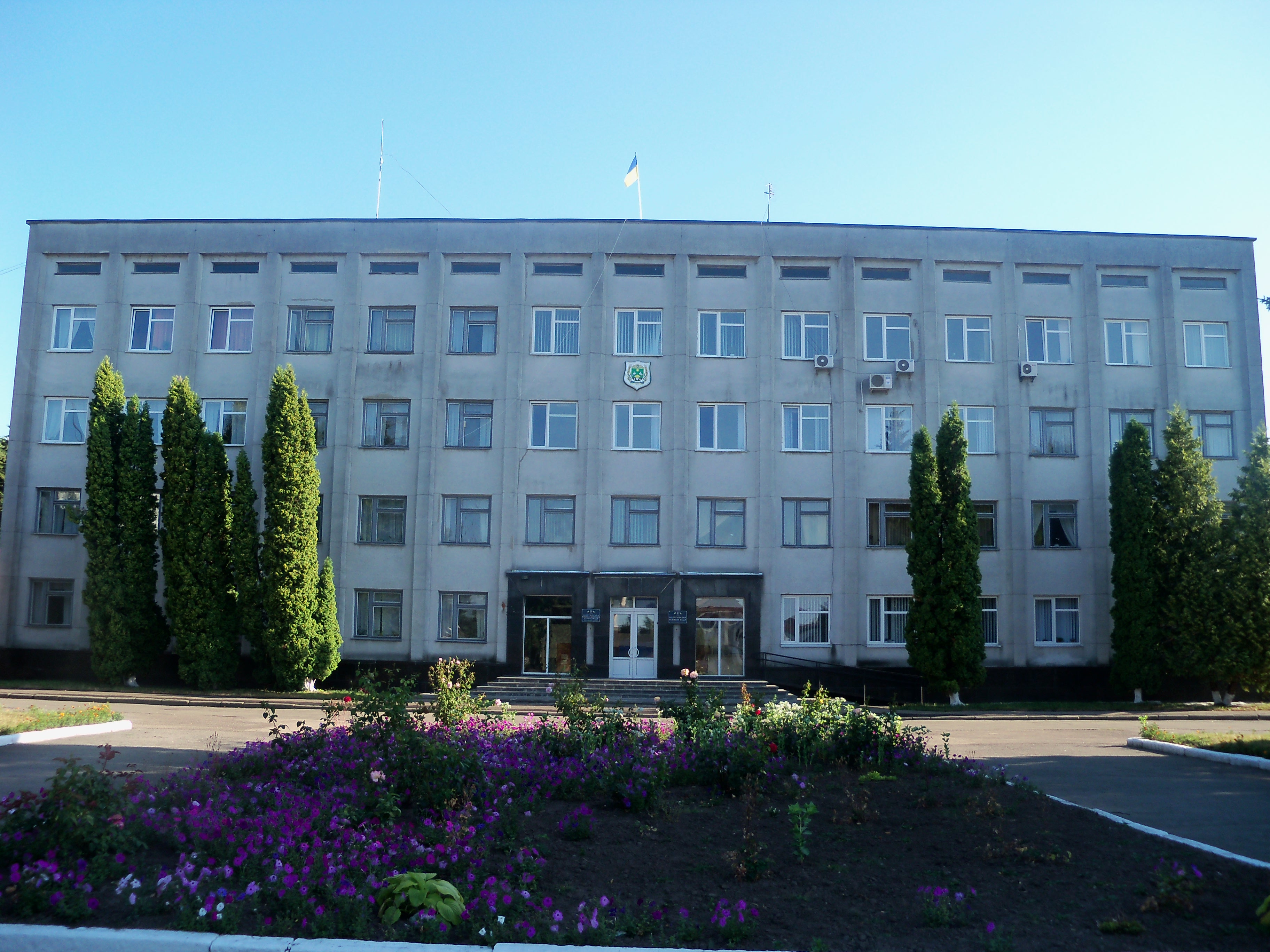
районна рада
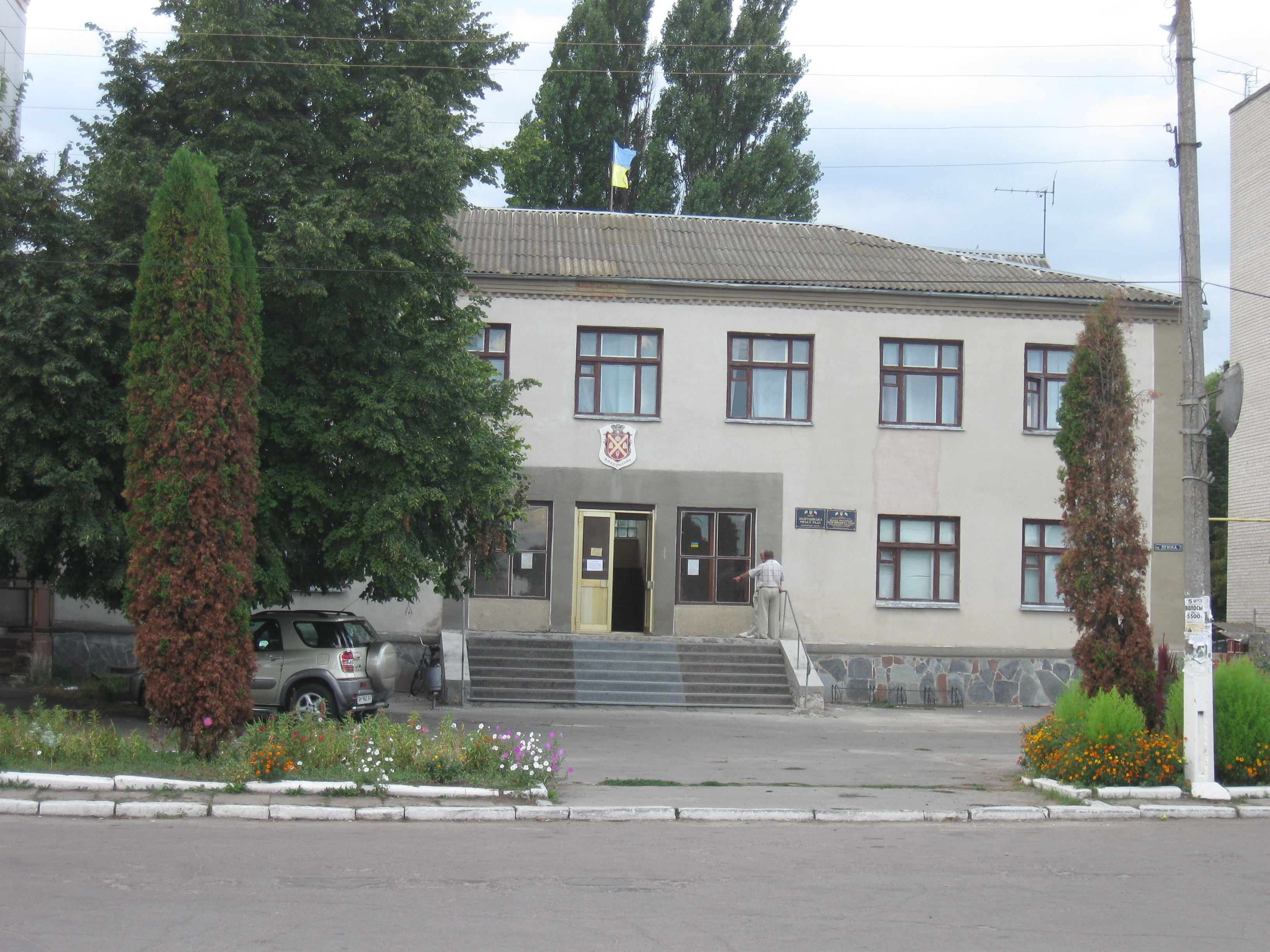
міська рада
Монумент Слави в Андрушівському парку
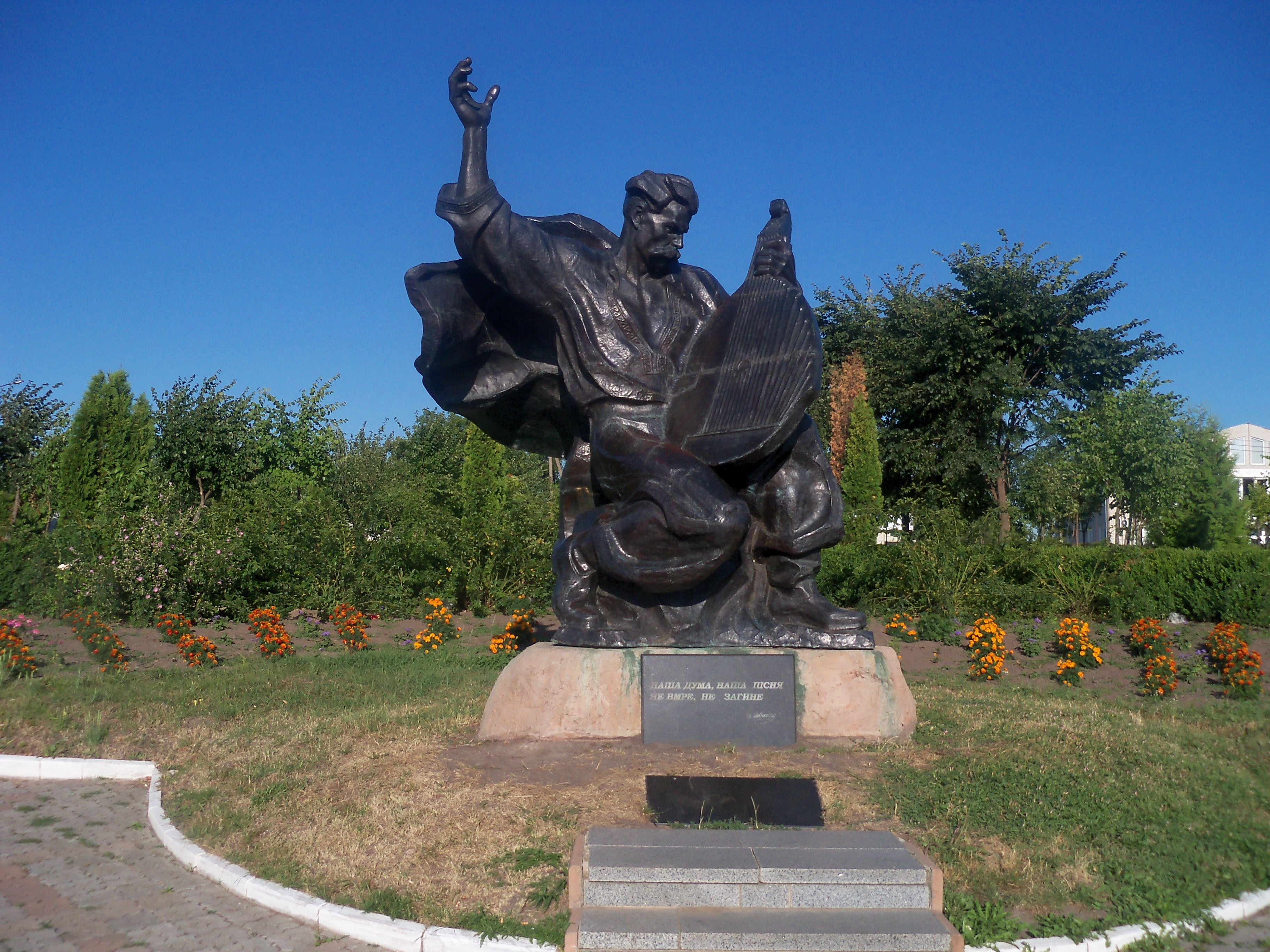
скульптура кобзаря
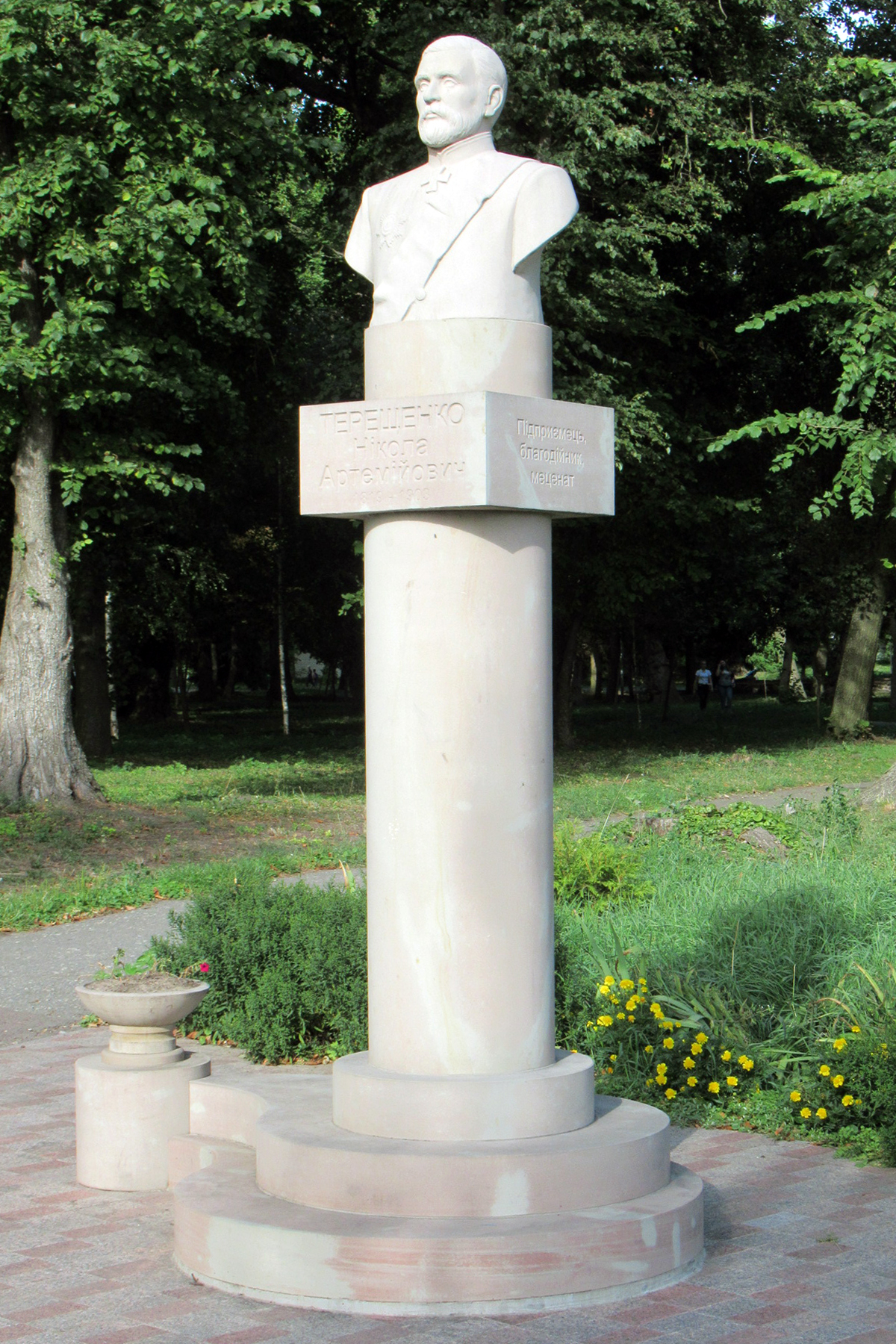
пам'ятник Миколі Артемійовичу Терещенку, установлений у 2014
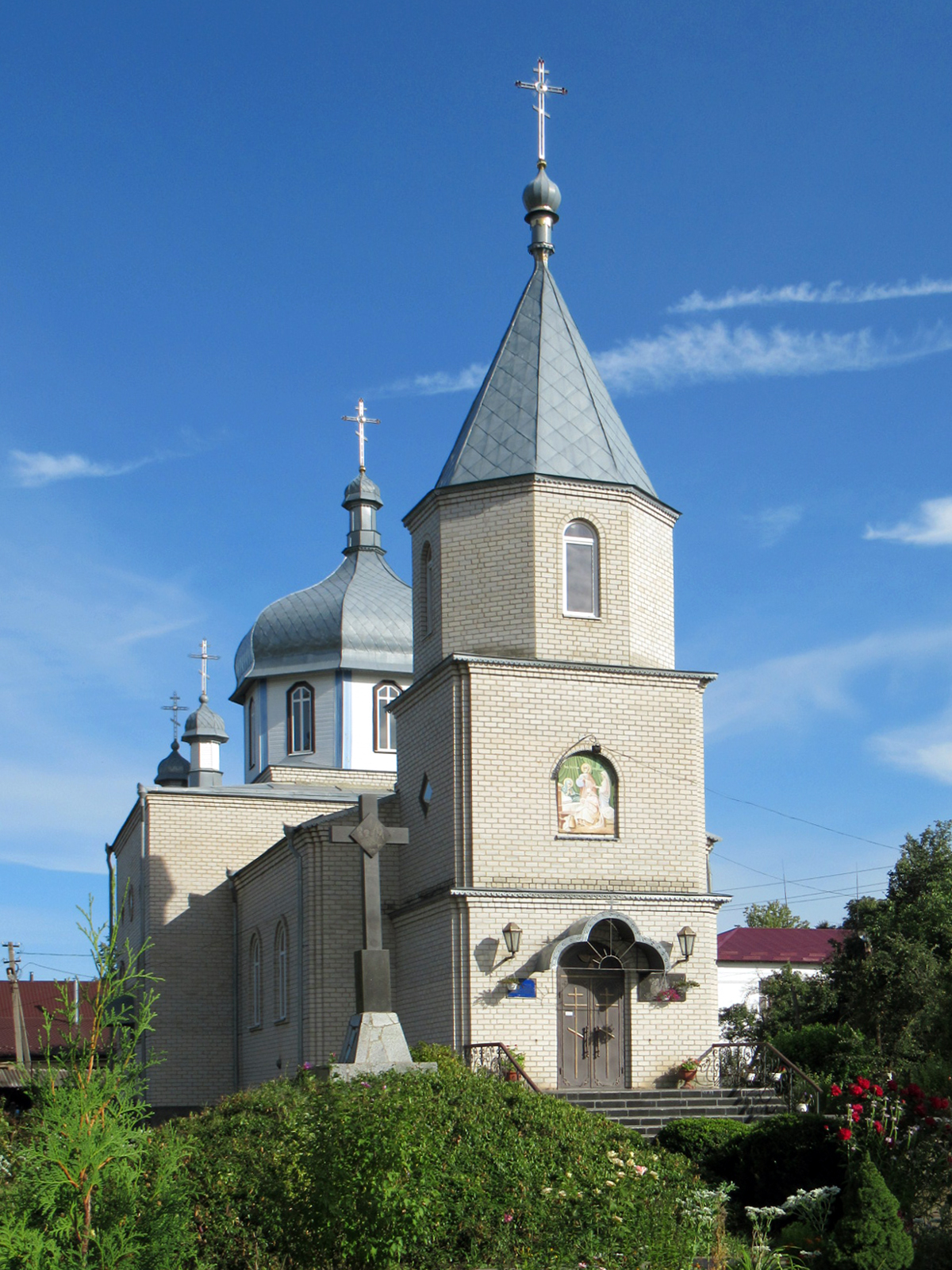
Церква Різдва Пресвятої Богородиці
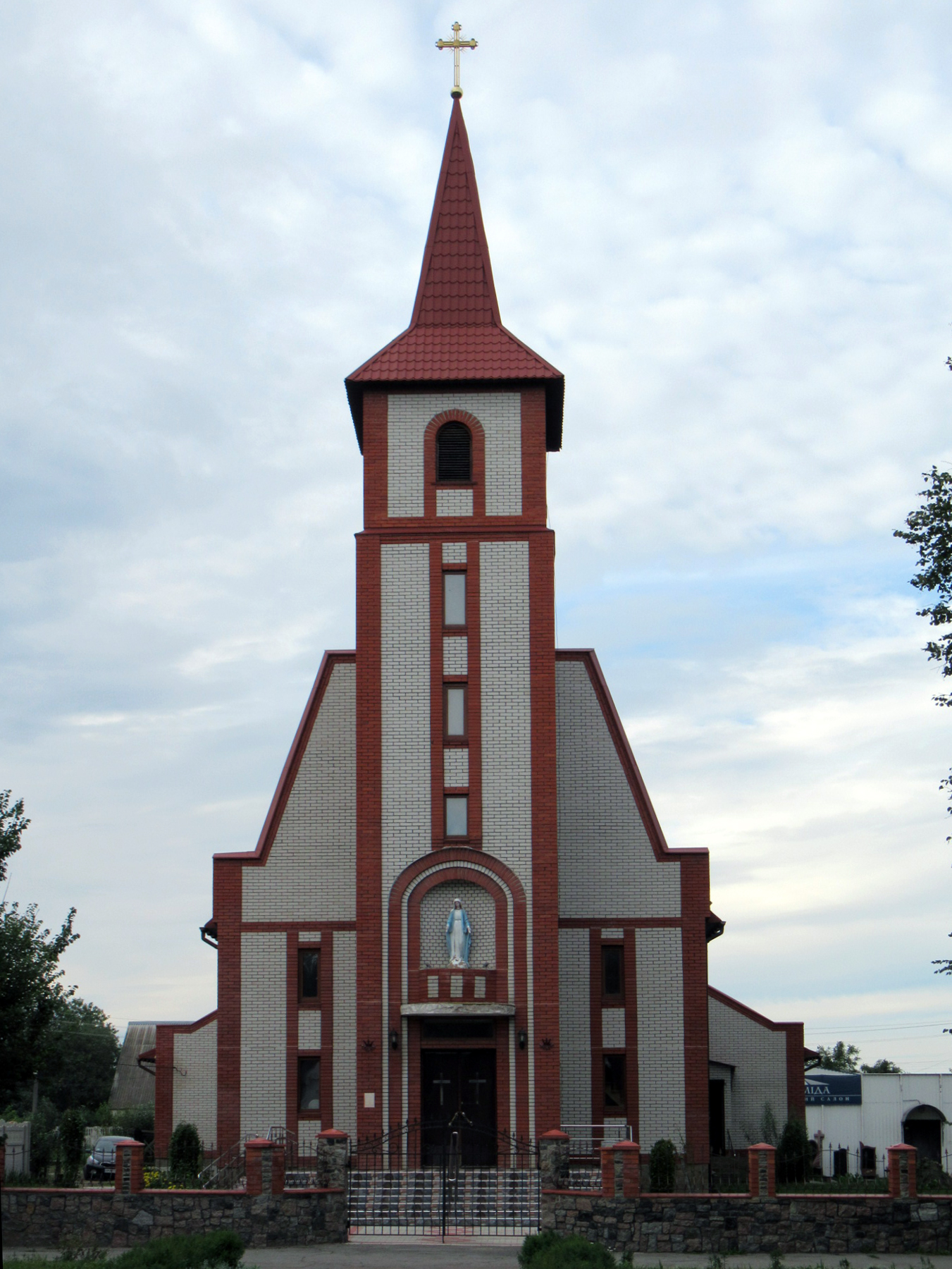
Костел Св. Власа, побудований у 2007–2010